# Bastia Cathedral

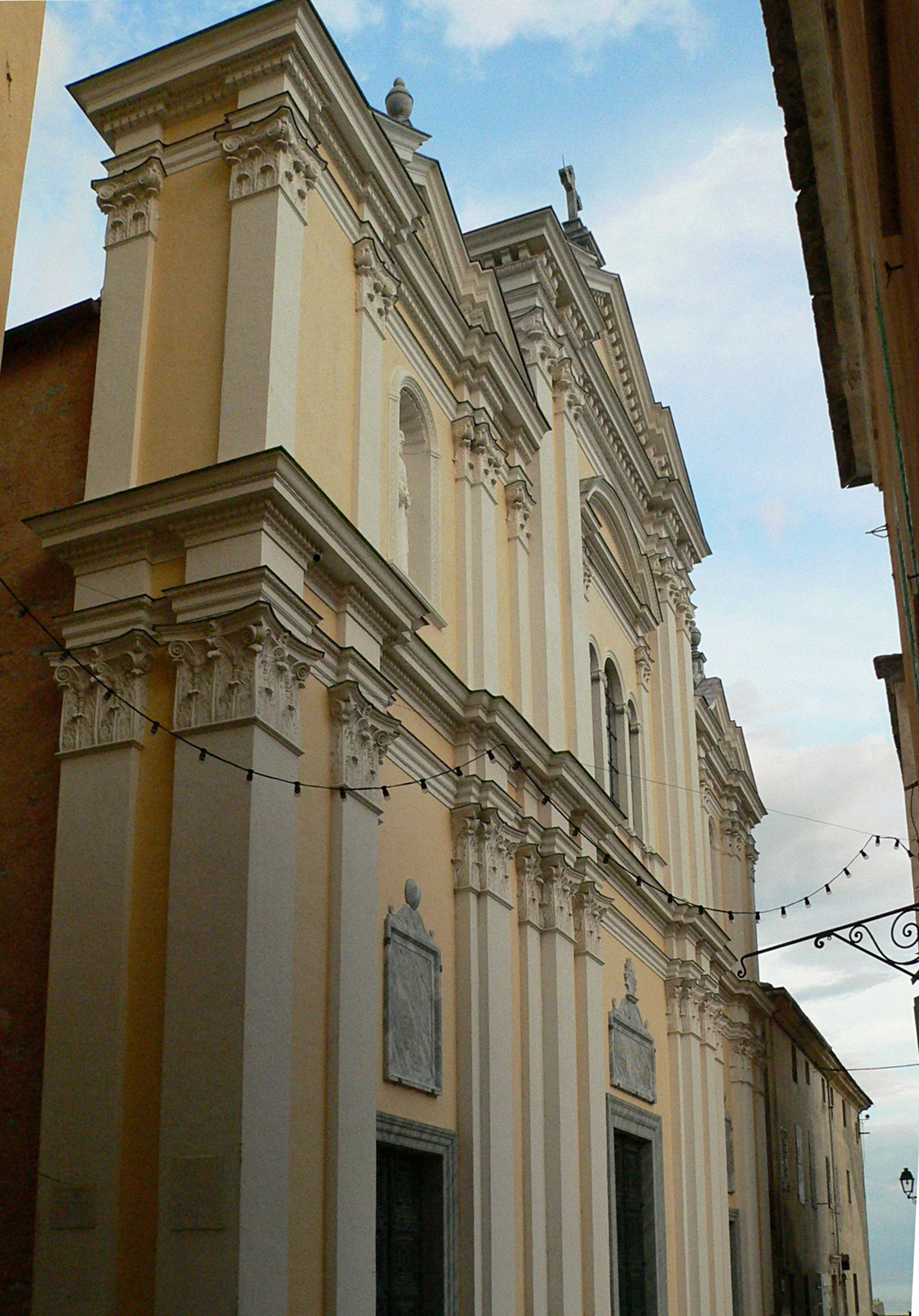
Santa Maria da Assunção de Bastia

A Catedral de Bastia ( Pro-cathédrale Sainte-Marie de Bastia ) é uma antiga catedral católica romana em Bastia, na ilha de Córsega. Está classificada desde 2000 como monumento histórico pelo Ministério da Cultura da França.
A antiga Catedral de Bastia, dedicada a Santa Maria, foi construída a partir de 1495, sofrendo uma grande reconstrução no início do século XVII. Atrás da igreja fica a capela de Sainte-Croix, conhecida pelo seu interior exuberantemente decorado e pela figura do Cristo dos Milagres, venerado pelo povo de Bastia, e descoberto flutuando nas águas do Mediterrâneo em 1428 por dois pescadores.